# 中村小三郎
中村 小三郎（なかむら こさぶろう、1949年〈昭和24年〉2月10日 - ）は、日本の歌舞伎役者である。屋号は中村屋。重要無形文化財（総合認定）。

## 来歴
1949年生まれ。屋号は中村屋。
1974年国立劇場第2期歌舞伎俳優研修修了。4月国立劇場『妹背山婦女庭訓（いもせやまおんなていきん）』の捕手で本名の加藤廣文の名で初舞台。
1977年10月、十七代目中村勘三郎に入門し、1977年11月歌舞伎座『忠臣蔵』の大名ほかで中村仲二朗を名のる。2008年4月歌舞伎座『浮かれ心中』の読売屋東六ほかで初代中村小三郎を名のり名題昇進する。
また、兄弟子の二代目小山三の晩年には身寄りの無い小山三の身の回りの世話をし、晩年の小山三の生活を支えた。
兄弟子の二代目小山三亡き後は最年長の弟子として師匠十七代目勘三郎の孫・六代目勘九郎、二代目七之助兄弟の活躍を見守っている。また近年は中村屋最年長の門弟として密着番組で取り上げられることもある。

## 受賞
- 2018年に重要無形文化財（総合認定）に認定され、伝統歌舞伎保存会会員となる。